# (5370) Taranis
(5370) Taranis es un asteroide que forma parte de los asteroides Amor, descubierto el 2 de septiembre de 1986 por Alain Maury desde el Observatorio del Monte Palomar, Estados Unidos.

## Designación y nombre
Designado provisionalmente como 1986 RA. Fue nombrado Taranis en honor al dios galo mitológico del trueno (irlandés Torann y galo Taran). Sus símbolos son la rueda y el rayo. De culto muy común en la antigua Galia. Taranis es también el nombre de la primera red de ordenadores en Francia para los astrónomos aficionados, establecidos por J. C. Merlin en 1988. 

## Características orbitales
Taranis está situado a una distancia media del Sol de 3,327 ua, pudiendo alejarse hasta 5,443 ua y acercarse hasta 1,211 ua. Su excentricidad es 0,635 y la inclinación orbital 19,13 grados. Emplea 2217 días en completar una órbita alrededor del Sol.

## Características físicas
La magnitud absoluta de Taranis es 15,2. Tiene 3,6 km de diámetro y su albedo se estima en 0,037. Está asignado al tipo espectral.